# Heinrich Ernst Carl von Tschammer und Quaritz
Heinrich Ernst Carl Freiherr von Tschammer und Quaritz (geb. 16. August 1757; gest. 1. April 1815 in Kaschewen, Kreis Wohlau) war ein preußischer Landrat.

## Leben

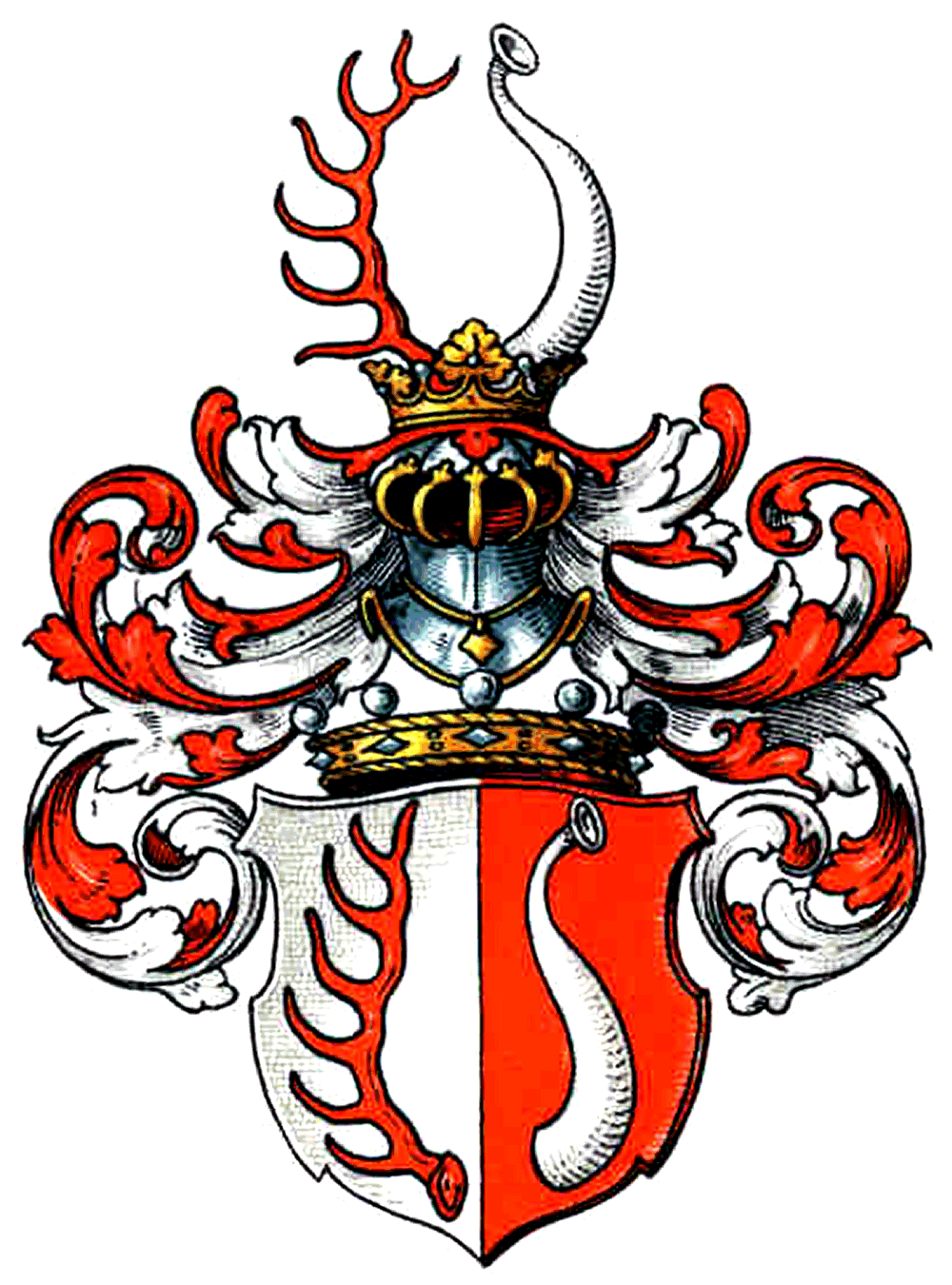
Wappen derer von Tschammer

Heinrich Ernst Carl Freiherr von Tschammer und Quaritz war Angehöriger des schlesischen Uradelsgeschlechts Tschammer. Seine Eltern waren Oswald Wilhelm I. Freiherr von Tschammer und Quaritz (1729–1796), Erbherr auf Peterwitz und dessen Ehefrau Johanna Caroline Elisabeth (* 10. Juni 1732 in Breslau; † 13. Juli 1779 ebenda), geb. Gräfin von Nostiz aus dem Hause Ransen. Eine erste Ausbildung erhielt er zunächst in Berlin, die zwischen 1767 und 1774 von seinem kinderlos gebliebenen Onkel Georg Ernst August Freiherr von Tschammer und Quaritz unterhalten wurde. Nach Ende der Ausbildung trat er 1774 in das Dragonerregiment Nr. 3 von Alvensleben ein. Nach seiner Beförderung zum Fähnrich im Jahr 1776 wurde er 1778 Leutnant und nahm am Bayerischen Erbfolgekrieg teil. Für seine Verdienste wurde er mit dem Pour le Mérite ausgezeichnet. Im Anschluss an seine militärische Karriere ließ er sich im Landkreis Glogau nieder, wo er Kreisdeputierter wurde und als Marschkommissar fungierte. Am 19. September 1798 wurde er zum Nachfolger des kurz zuvor verstorbenen Landrats des Landkreises Glogau Siegfried Rudolph von Wagner und Wagenhoff ernannt. Das Amt als Landrat übte er bis zu dem von ihm gewünschten Abschied im Jahr 1812 aus, sein Nachfolger wurde Karl Heinrich von Eckartsberg.

## Familie
Heinrich Ernst Carl Freiherr von Tschammer und Quaritz war seit November 1789 mit Helena Sophie Elisabeth (1767–1829), einer Tochter des Landrats Hans Friedrich von Haugwitz auf Reichenau, verheiratet. Das Ehepaar hatte zehn gemeinsame Kinder:
- Georg Carl Ernst Wilhelm Friedrich (* 30. März 1791)
- Heinrich Gustav Adolph Theodor (* 21. November 1792; † 20. März 1814 an den Folgen einer Contuison)
- Marianne Henriette (* 17. Dezember 1793; † 28. Juli 1807 an den Folgen einer Abzehrung)
- Amalie Louise (* 6. Mai 1795)
- Charlotte Marianne Angelica (* 4. Juli 1797)
- Friderike Caroline Emma (* 29. Juni 1799; † 31. August 1808 an den Folgen einer Abzehrung)
- August Eduard Eugen (* 7. April 1801), später Majoratsherr
- Ein totgeborener Sohn am 22. Juni 1802
- Julius (* 27. Juni 1803; † sechs Stunden nach der Geburt)
- Eine totgeborene Tochter am 21. September 1804

## Persönliches
Heinrich Ernst Carl Freiherr von Tschammer und Quaritz wurde 1785 erster Majoratsherr auf der Fideikommiss Quaritz und Groß-Nieder-Tschirne im Kreis Guhrau. Zu seinen weiteren Besitzungen zählten die Güter Heidevorwerk und Meschlau. Nach dem Tod seines Onkels Georg Ernst August Freiherr von Tschammer und Quaritz wurde er dessen Universalerbe.
Ein jüngerer Bruder war Oswald Wilhelm Freiherr von Tschammer und Quaritz (1762–1821), der ab 1801 als Kreisdeputierter auf dem Gut Jonasberg saß. Weitere Geschwister waren Helena Juliane Elisabeth von Lilhöfel, geb. Freiin von Tschammer und Marianne Magdalena Freiin von Tschammer, Gemahlin eines Hauptmanns von Köhlchen. Zwei weitere Geschwister sind früh verstorben.